# Eclipsi solar del 14 de desembre de 2020
El 14 de desembre de 2020 es va produir un eclipsi solar a Perú, Bolívia, Xile, Argentina, Uruguai, Paraguai, i els oceans adjacents.
Un eclipsi solar ocorre quan la Lluna passa entre la Terra i el Sol, enfosquint totalment o parcial la imatge del Sol per a un espectador de la Terra. Un eclipsi solar total ocorre quan el diàmetre aparent de la Lluna és major que el del Sol, i bloqueja tota la llum solar directa, enfosquint el dia. Aquest eclipsi total ocorrerà en una estreta faixa d'uns 100 km d'ample. Aquesta zona es va desplaçant per la superfície de la Terra per la seua rotació i sempre d'oest a est, formant una banda de totalitat. En tots dos costats seus, i en una zona de milers de km d'ample, els observadors veuran un eclipsi parcial i, per als testimonis encara més allunyats, el sol lluirà com cada dia.

## Recorregut
La banda de totalitat començarà al matí a l'oceà Pacífic sud, després nord; passarà per l'est i l'oest, prop de la Polinèsia francesa movent-se en direcció sud-est; tocarà terra a Amèrica del sud prop del migdia; seguirà en direcció sud-est per acabar, al capvespre, a l'Atlàntic sud prop de les costes d'Àfrica. Podrà veure's de manera parcial en una àmplia zona del sud d'Amèrica del Sud: en tot el territori de Xile (incloent les illes del Pacífic), Bolívia, Paraguai, Argentina (i les Illes Malvines) i Uruguai; al sud de Perú i de Brasil. També, en algunes illes d'Oceania: les de la Polinèsia francesa i les Pitcairn; a la zona occidental de l'Antàrtida i illes limítrofes; a les illes de l'Atlàntic Santa Elena, Ascensión i Tristan da Cunha; i, al capvespre, en uns pocs estats d'Àfrica del sud: Namíbia, sud-est de Sud-àfrica i Angola.

## Característiques
Eclipsi pertanyent al Saros 142, és l'eclipsi de sol núm. 23 d'un total de 72. Com que no és un dels eclipsis centrals d'aquest Saros, la durada màxima total n'és de només 2 minuts i 10 segons, a diferència dels eclipsis centrals en què l'ombra es manté per sobre de 6 minuts en el punt màxim. El seu predecessor en fou l'eclipsi total de sol del 4 de desembre de 2002 amb un temps màxim d'ombra de 2 minuts i 4 segons. El seu successor en serà l'eclipsi total de sol del 26 de desembre de 2038 amb un temps màxim d'ombra de 2 minuts i 18 segons.

## Eclipsi a Xile

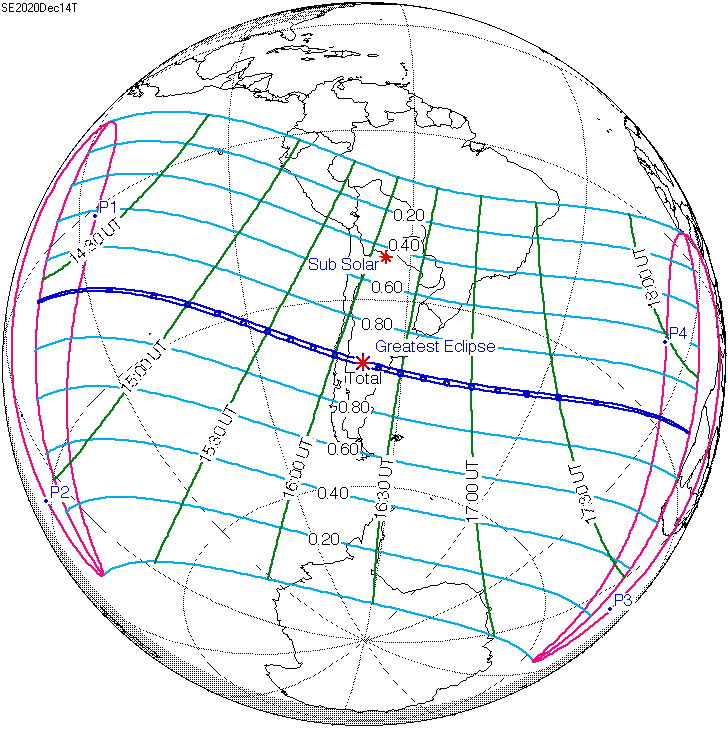
Punt màxim de l'eclipsi

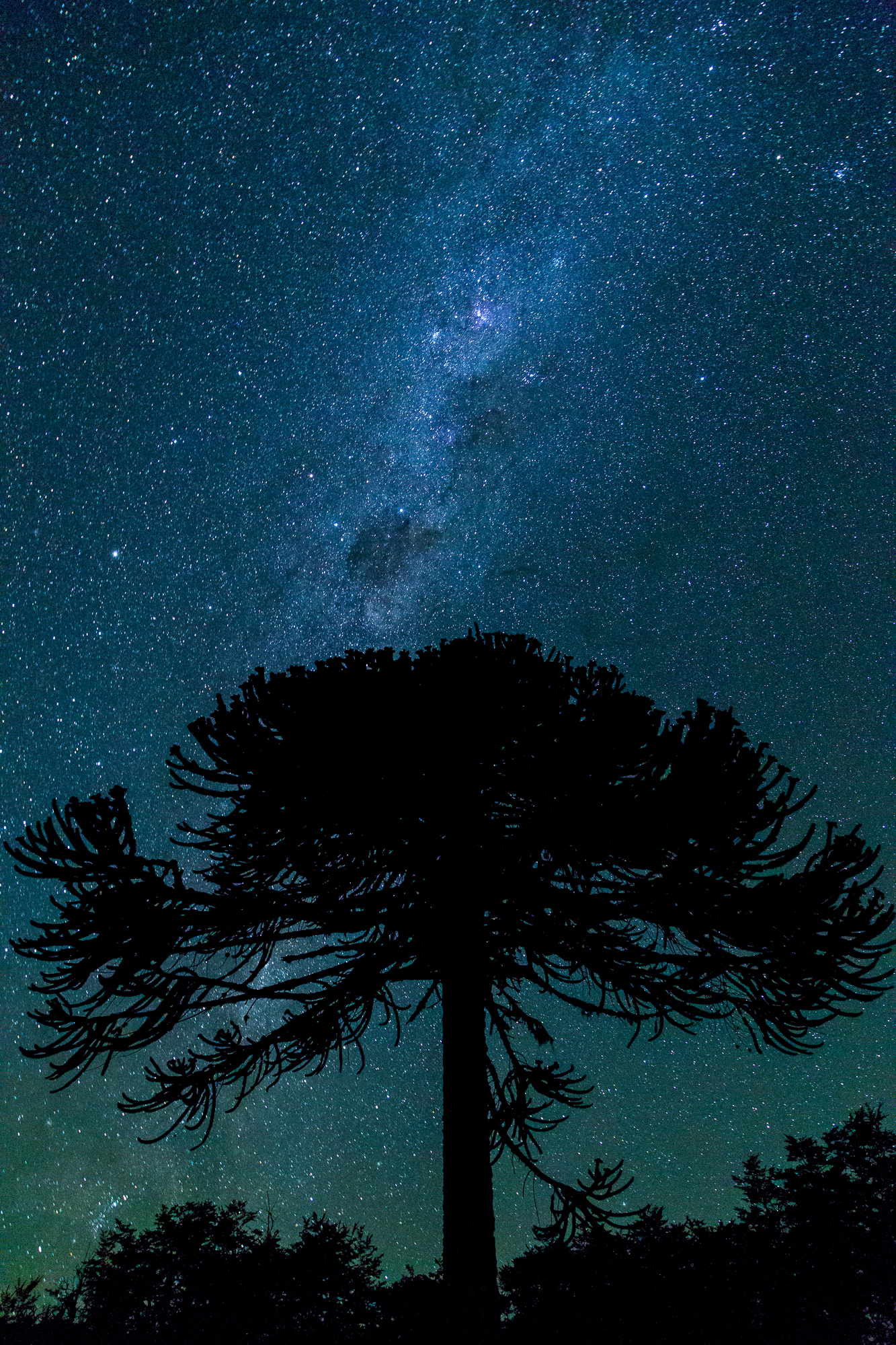
Paisatge nocturn de l'Araucania, Xile

L'eclipsi total entra pel sud de Xile: illa Mocha, Puerto Saavedra, Teodoro Schmidt, Carahue, Nueva Imperial, Freire, Pitrufquén, Gorbea, Loncoche, Pucón, Lican Ray i Villarrica seran les localitats xilenes on es podrà veure l'eclipsi total de sol.
La ciutat de Temuco tindrà la particularitat de presentar tant l'eclipsi total com el parcial segons en quina part de la ciutat es trobe l'observador. Tot l'estat podrà veure l'eclipsi parcial, fins i tot al territori insular i antàrtic. Les ciutats més properes a l'eclipsi total són: Puerto Montt 94%, Osorno 97%, Valdivia 99%, Los Ángeles 96%, Concepción 95%, Chillán 94% i Talca 89%.
Durada i percentatge de foscor en les principals ciutats i localitats properes a l'eclipsi total a Xile, de nord a sud:

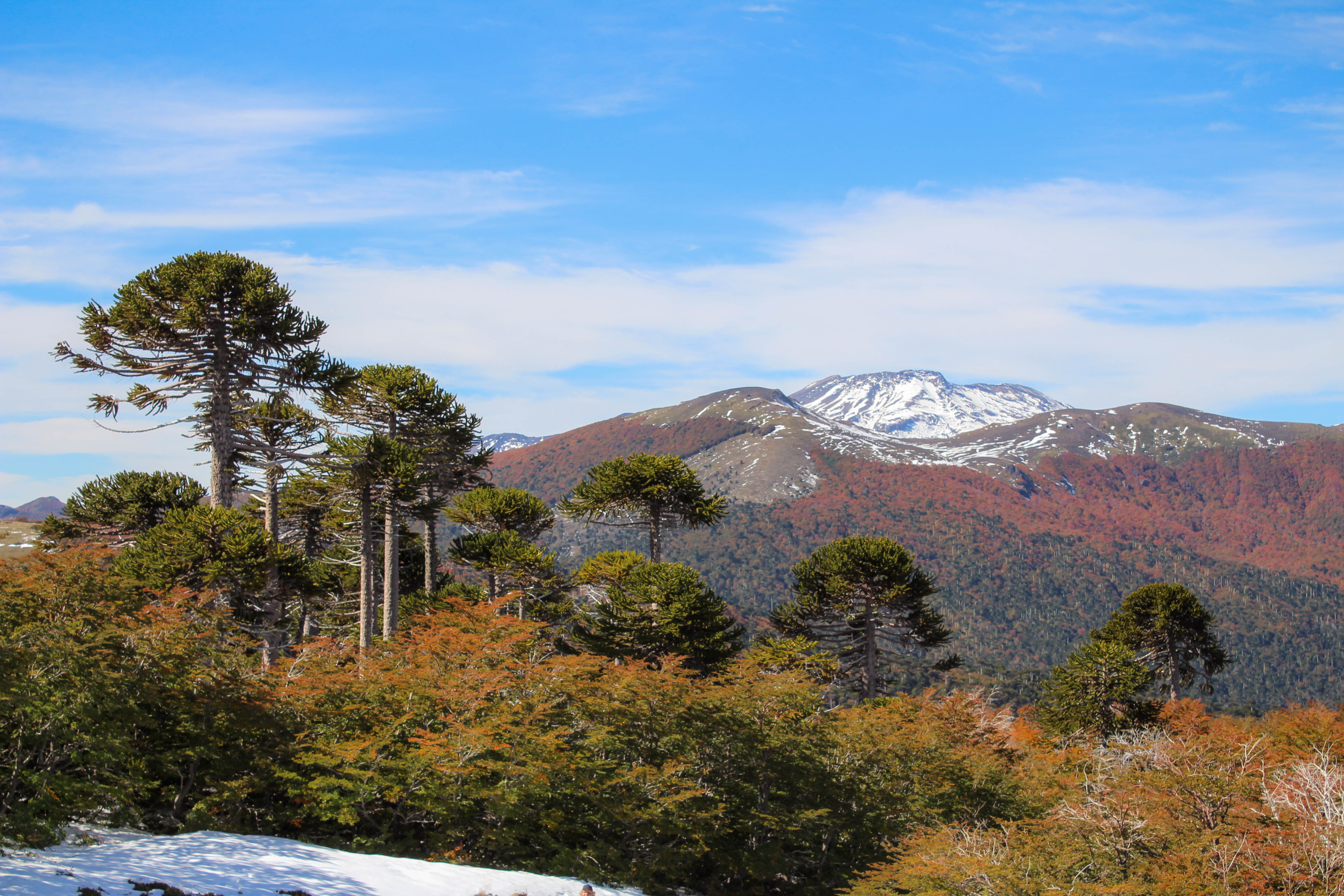
Parc nacional Villarrica, un dels llocs on es veurà l'eclipsi

| Província d'Arauco, Regió del Bio-bío      |          |           |        |
| Localitat                                  | % Foscor | Durada    | Durada |
| Contulmo                                   | 98,61 %  |           |        |
| Quidico                                    | 99,58 %  |           |        |
| Tirúa                                      | 99,82 %  |           |        |
| Illa Mocha                                 | 100 %    | 57.2’’    | Segons |
| Província de Malleco, Regió de l'Araucania |          |           |        |
| Localitat                                  | % Foscor | Durada    | Durada |
| Angol                                      | 97,33 %  |           |        |
| Purén                                      | 98,50 %  |           |        |
| Victoria                                   | 98,45 %  |           |        |
| Traiguén                                   | 98,83 %  |           |        |
| Curacautín                                 | 98,71 %  |           |        |
| Malalcahuello                              | 98,52 %  |           |        |
| Lonquimay                                  | 98,26 %  |           |        |
| Província de Cautín, Regió de l'Araucania  |          |           |        |
| Localitat                                  | % Foscor | Durada    | Durada |
| Lautaro                                    | 99,44 %  |           |        |
| Galvarino                                  | 99,50 %  |           |        |
| Vilcún                                     | 99,70 %  |           |        |
| Cholchol                                   | 99,95 %  |           |        |
| Temuco                                     | 100 %    | 29.8’’    | Segons |
| Cunco                                      | 100 %    | 58.2’’    | Segons |
| Nova Imperial                              | 100 %    | 1m 30’’   | Minut  |
| Carahue                                    | 100 %    | 1m 38,8’’ | Minut  |
| Port Saavedra                              | 100 %    | 2m 2,1’’  | Minuts |
| Teodoro Schmidt                            | 100 %    | 2m 8.5’’  | Minuts |
| Toltén                                     | 100 %    | 1m 55.5’’ | Minut  |
| Freire                                     | 100 %    | 1m 55,6’’ | Minut  |
| Pitrufquén                                 | 100 %    | 1m 59,8’’ | Minut  |
| Gorbea                                     | 100 %    | 2m 08,4’’ | Minuts |
| Lastarria                                  | 100 %    | 2m 05,1’’ | Minuts |
| Loncoche                                   | 100 %    | 1m 50.6’’ | Minut  |
| Villarrica                                 | 100 %    | 2m 08,7’’ | Minuts |
| Les Chilcas                                | 100 %    | 2m 08.9’’ | Minuts |
| Molco                                      | 100 %    | 2m 08,6’’ | Minuts |
| Pucón                                      | 100 %    | 2m 07,9’’ | Minuts |
| Caburgua                                   | 100 %    | 1m 57,4’’ | Minut  |
| Palguín baix                               | 100 %    | 2m 07.9’’ | Minuts |
| Curarrehue                                 | 100 %    | 2m 06,9’’ | Minuts |
| Correntoso                                 | 100 %    | 2m 08,7’’ | Minuts |
| Lican Ray                                  | 100 %    | 1m 53,6’’ | Minut  |
| Província de Valdivia, Regió dels Rius     |          |           |        |
| Localitat                                  | % Foscor | Durada    | Durada |
| Lanco                                      | 100 %    | 1m 18.1’’ | Minut  |
| Malalhue                                   | 100 %    | 1m 12,4’’ | Minut  |
| Panguipulli                                | 100 %    | 41’’      | Segons |
| Calafquén                                  | 100 %    | 1m 28.3’’ | Minut  |
| Coñaripe                                   | 100 %    | 1m 46,3’’ | Minut  |
| Liquiñe                                    | 100 %    | 1m 05,6’’ | Minut  |
| Choshuenco                                 | 99,85 %  |           |        |
| Port Fuy                                   | 99,88 %  |           |        |
| Mehuín                                     | 99,99 %  |           |        |
| San José de la Mariquina                   | 99,94 %  |           |        |
| Valdivia                                   | 98,96 %  |           |        |
| Els Lagos                                  | 99,21 %  |           |        |
| Futrono                                    | 98,74 %  |           |        |
| Paillaco                                   | 98,46 %  |           |        |
| Riu Bo                                     | 97,49 %  |           |        |
| Llac Ranco                                 | 97,99 %  |           |        |

## Poble maputxe

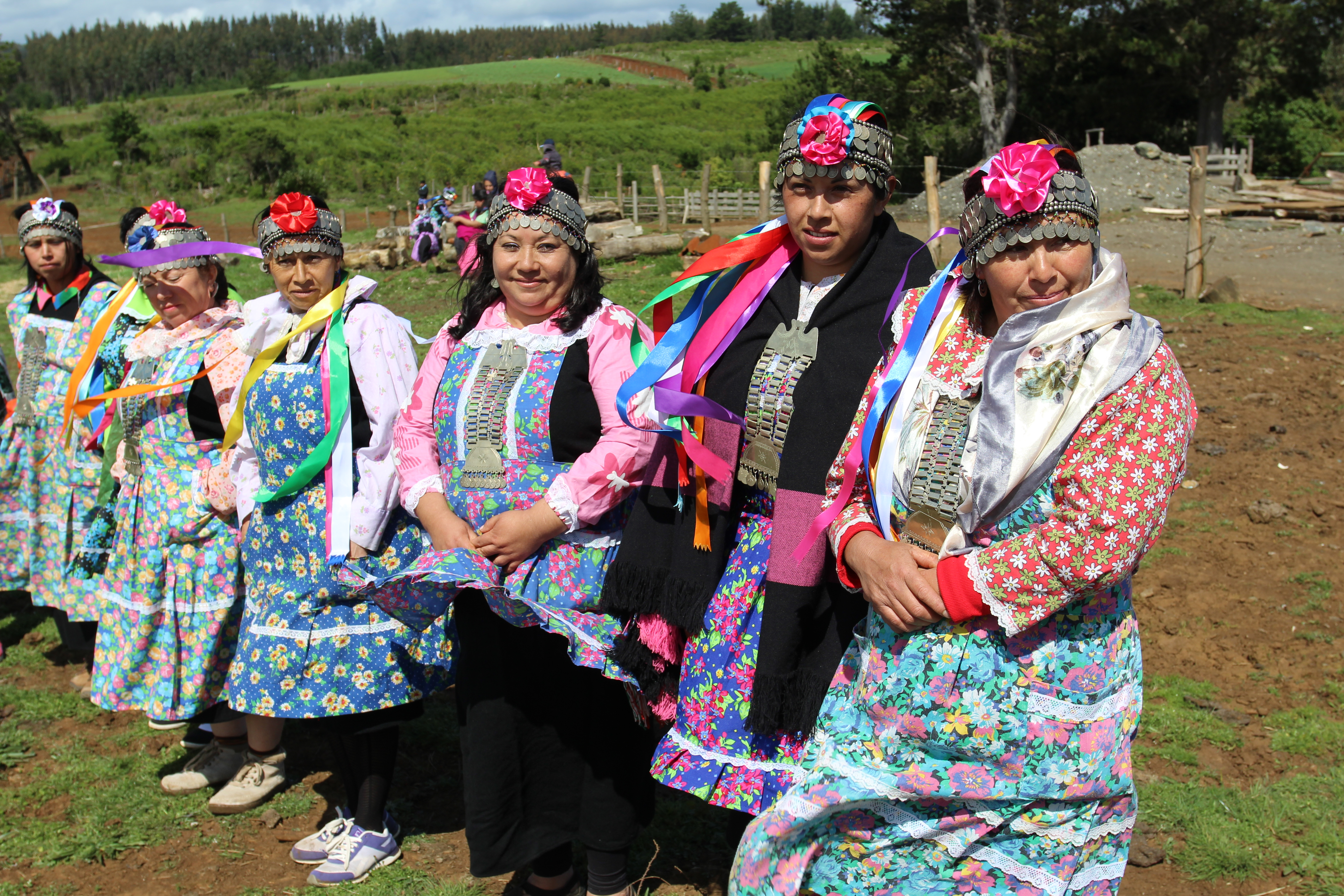
Dones maputxe de Tirúa

Per al poble mapuche un eclipsi solar total s'anomena “lai antü” o “lan antü”, que significa 'mort del sol'. També se'n coneix com “malonji ta antü” ('vingueren a tapar al sol' o 'atac al sol') o “zumiñii antü” ('s'enfosquí el sol').
Per al poble maputxe aquest esdeveniment és esperat amb respecte, ja que el sol representa la forma d'entendre el temps. La paraula “Layantü”, que significa 'la mort del sol', té un fort contingut perquè designar la mort del sol implica la suspensió del temps, un canvi de cicle per a l'astre, un canvi en el procés. Enfront d'aquest fenomen de suspensió del temps que afecta la natura, el poble maputxe n'espera el restabliment i aquest procés ocorre sota un sentiment de molt de respecte. No és una cosa que es prediga, sinó que simplement ocorre i com a tal cal acceptar-ho i viure-ho.
Si es tracta d'un eclipsi parcial, es considera un bon any per a la comunitat; quan el sol, però, és cobert totalment per la lluna, llavors és considerat un mal presagi per a la humanitat. Un eclipsi s'entén com una lluita, per això si el sol perd aquesta lluita es considera que esdevindran fets negatius; això passa quan ocorre un eclipsi total de sol, mentre que si el fenomen és observat per una comunitat com un eclipsi parcial, s'anuncien presagis positius.
Enfront d'un eclipsi total de sol, les comunitats maputxes preveien conseqüències o mals presagis, com ara la possible mort d'un cacic volgut i respectat.
Donada la importància del sol (Antü) com a part de la cosmovisió d'aquest poble, un eclipsi generava antigament molta por, la qual cosa significava l'organització de cerimònies de pregàries o “Nguillatun” per part dels líders espirituals anomenats “matxi”.

## Eclipsi a Argentina
A Argentina ocorrerà el major temps d'ombra d'aquest eclipsi: arribarà a 59 minuts amb 10 segons.
Serà vist de manera total en una faixa que recorre, d'oest a est, la zona central de les províncies de Neuquén i Río Negro, més específicament serà vist de manera total en les localitats d'Aluminé i Junín de los Andes, a Las Coloradas i Piedra del Águila (centre de la província de Neuquén); a El Cuy, Sierra Colorada i Valcheta (en la línia sud de la província de Río Negro); i en San Antonio, Las Grutas i El Cóndor, a la costa atlàntica rionegrina.
A més, podrà ser vist de manera parcial en tot el territori argentí. Amb major percentatge de cobertura a les zones més properes a la zona d'eclipsi total. Tindrà un percentatge de cobertura del 40% a Salta, 48% a Tucumán, 65% a Córdoba, 75% a Buenos Aires, 87% a Mar del Plata, 92% a Bahía Blanca i 97% a Neuquén. A Viedma el percentatge de cobertura arribarà al 100% durant uns segons. Al sud de la zona d'eclipsi total també es veurà de manera parcial. Tindrà un percentatge de cobertura del 96% a Bariloche, 95% a Puerto Madryn, 82% a Comodoro Rivadavia, 60% a Río Gallegos i 50% a Ushuaia.

## Eclipsi a Uruguai
Sobre el territori de la República Oriental de l'Uruguai en serà parcial al voltant de les 13.30 h, hora local del dilluns 14 de desembre de 2020.